# Schützengesellschaft Seebronn 1815
Koordinaten: 48° 30′ 45,1″ N, 8° 52′ 18,6″ O
Die Schützengesellschaft Seebronn 1815 e.V. ist ein Schützenverein in Seebronn.

## Geschichte
Die Schützengesellschaft wurde 1815 nach den Befreiungskriegen von Veteranen als Schützenkameradschaft gegründet. Der Verein war ein Teil der Bürgerwehr und gehörte zur Krieger- und Veteranenvereinigung UnterGäu. Zu dieser Vereinigung gehörten auch die Schützenvereine Bondorf, Hailfingen, Mötzingen und Öschelbronn.
Anfänglich diente ein blanker Schießplatz mit Schießmauer vor Seebronn den Schützen als Vereinsgelände. 1837 wurde jedoch das Gelände als Friedhof benötigt und der Verein musste ein Stück im „Kirschrain“ roden und eine neue Schießmauer erstellen. Den damaligen Gesetzen und Verordnungen entsprechend lag das Schießen in den Händen militärischer Ausbilder und Veteranen und das Schießen mit dem Württembergischen Infanteriegewehr war die ausschließliche Disziplin. 1881 wurde beschlossen, nur noch rein sportliches Schießen zu betreiben. Dies bedeutete jedoch, dass sich die Vereinigung von dem von der Gemeinde zur Verfügung gestellten Gelände trennen und sich auf eigene Beine stellen musste. Seit diesem Jahr trägt der Verein seinen heutigen Namen Schützengesellschaft Seebronn 1815 e.V. Ein eigenes Gelände wurde erstanden und ein Schießplatz eingerichtet und 1894 das erste Schützenhaus eröffnet.
Deutschlandweit bekannt wurde der Verein durch die herausragenden Erfolge beim Feldbogenschießen.

## Sportliche Erfolge

### Feldbogenschießen

#### Damenklasse Recurve 6.30.11
Manuela Kaltenmark
- Deutscher Meister 1999[1], 2004 und 2006[2]
- Deutscher Vizemeister 1996, 1997, 1998 und 2000
- Württembergischer Vizemeister 2009[3]

#### Altersklasse Recurve 6.30.50
Eckhardt Deuble
- Deutscher Meister 2006, 2008 und 2009[4]
- Württembergischer Meister 2008
- Württembergischer Vizemeister 2009

Siegbert Diebold
- Deutscher Meister 2007
- Württembergischer Vizemeister 2008